# پراستیک اسید
پراستیک اسید (به انگلیسی: Peracetic acid) با فرمول شیمیایی C2H۴O۳ یک ترکیب شیمیایی با شناسه پاب‌کم ۶۵۸۵ است؛ که جرم مولی آن ۷۶٫۰۵ g/mol می‌باشد. شکل ظاهری این ترکیب، مایع بی‌رنگ است. پراستیک اسید (PAA)  ، در ایران با نام‌های تجاری مختلف تولید می‌شود. پراستیک اسید یا پروکسی استیک اسید یک محلول گندزدا و ضدعفونی‌کننده است که گرید غذایی آن به منظور ضدعفونی سطوح در تماس با مواد غذایی همچون مخازن، خطوط لوله، پرکن‌ها، پاستوریزاتورها، تجهیزات آسپتیک به صورت CIP و COP و ضدعفونی میوه و سبزی در صنایع سورتینگ و سردخانه‌ای و گرید صنعتی آن در تصفیه آب و فاضلاب و محیط زیست (تصفیه آب و خاک و هوا) و ازبین‌بردن آلودگی‌های زباله‌های بیمارستانی و ضدعفونی خاک و آب کشاورزی و کاهش بیماری‌های گلخانه ای مورد استفاده قرار می‌گیرد. این ترکیب بسیار ایمن است و به علت نداشتن باقی‌ماندهٔ خطرناک به عنوان یک ضدعفونی‌کننده بدون نیاز به آبکشی از طرف FDA مورد تأیید قرار گرفته‌است. استفاده از این ضدعفونی‌کنندهٔ قدرتمند در پایان شستشو سبب اطمینان خاطر از یک فرایند CIP مطمئن و کنترل آلودگی‌های میکروبی می‌گردد. این محصول بر روی انواع میکروارگانیسم‌ها هم‌چون باکتری‌ها، قارچ‌ها، کپک و مخمر و ویروس‌ها مؤثر است.
تاییدیه‌های سازمان غذا و داروی آمریکا:
- مطابق 40CFR180.۹۴۰: استفاده از پراستیک‌اسید برای ضدعفونی سطوح در تماس با مواد غذایی هم‌چون اماکن عمومی غذاخوری، فرایندهای لبنی و غذایی بلامانع و بی‌خطر است.
- مطابق 21CFR178.۱۰۱۰: استفاده از پراستیک‌اسید و پراکسید هیدروژن در غلظت‌های مناسب از آن برای استفاده در فرایندهای غذایی و لبنی بیان شده‌است که دوزهای پیشنهادی از پراستیک‌اسید با این استاندارد مطابقت دارد و نیاز به آبکشی ندارد.
- مطابق 21CFR173.۳۱۵: استفاده از پراستیک اسید برای ضدعفونی میوه و سبزیجات بلامانع است و پس از ضدعفونی در دوزهای پیشنهادی نیاز به آبکشی ندارد. دوزهای پیشنهادی از پراسیتک‌اسید با این استاندارد مطابقت دارد.
- پراستیک اسید برخلاف سایر ضدعفونی کننده های موجود که برپایه الکل می باشند و عمل ضدعفونی نمودن فقط درهمان لحظه انجام می دهند باتوجه به پراکسید هیدروژن بودن باعث محافظت از سطوح دربرابر آلودگی تا 8 ساعت محافظت می نماید.